# 授産所
授産所（じゅさんじょ、英: Sheltered workshop）は、日本において生活保護法を根拠とし、保護施設の一つとして、主に政府機関や社会福祉法人などの団体によって運営される心身障害者施設の一つである。授産施設とも呼ばれる。授産所が援助付き雇用と異なるのは、一般雇用から切り離された部門で行われる点であり、心身に障害を抱えた人々を他より隔離された環境において就業させる事業所や団体である点である。
2006年までは、おもに障害者関連の法律（身体障害者福祉法、知的障害者福祉法、精神保健福祉法）に基づいて設置される法定授産施設と、それ以外のいわゆる小規模授産施設の2種類に大きく分けられていた。2006年の障害者自立支援法施行後は、法定授産施設は障害者自立支援法に基づく障害福祉サービスを提供する施設・事業所へ移行した。
旧法における身体障害者授産施設、知的障害者授産施設、精神障害者授産施設は経過措置として、2011年まで特定旧法指定施設として、従来の規定により運営可能であった。

## 設置根拠
授産施設を設置できるのは、生活保護法40条、41条により、都道府県、市町村、地方独立行政法人、社会福祉法人、日本赤十字社に限られる。

## 課題
授産施設は、障害者に対し生活指導および作業指導を行う点に特徴がある。この作業指導は入所者の労働を必然的に伴うものであり、入所者の労働に対しては工賃を施設から支払うよう、通知という形での行政指導がなされている（設置基準24条）。ただしこの工賃は通常の労働に対して支払われる給与ではなく、入所者の労働によって施設が収益を上げた際に入所者に支払われる配分金という性格のものであり、施設が収益を上げていない場合は支払われないことも多い（設置基準24条）。
授産施設の課題として指摘されるのが、収益性の極端な低さであり、その結果としての工賃の金額の極端な安さである。これについては、授産施設の売り上げには税制上の優遇措置がある上、指導員の給与は別途公費でまかなわれていることから考えても、本来ならば一般企業以上の収益率を達成しうるとの指摘がある。こうした収益率の低さの原因としては、収益事業を経営する能力が乏しい授産施設の施設長が多く、結果として「生産される財の品質が低く、市場での競争力がない」「障害の特性に見合った生産事業ではないために生産性が低く、労働コストが過剰となって市場での競争力を持ち得ない」「商品の流通ルートの開発が立ち後れている」といった状況が発生しているとの見方がある。